# Beloveška pušča
Beloveška pušča (belorusko Белавежская пушча, Biełavježskaja pušča; poljsko ; rusko Беловежская пуща, Belovežskaja pušča) oz. Beloveški gozd je obsežno območje pragozda na meji med Poljsko in Belorusijo v severovzhodni Evropi, del katerega je zaščiten kot čezmejni narodni park Beloveška pušča.
Obsega skoraj 100.000 hektarjev pragozda, od tega 10.501 na poljski strani dobrih 60 km jugovzhodno od mesta Białystok v Podlaškem vojvodstvu, ime pa je dobil po vasi Białowieża. Beloruski del leži na vzhodu države, 70 km severno od Bresta, in meri 87.600 hektarjev. S tem je največji in eden zadnjih neokrnjenih ostankov strnjenega gozda, ki je nekoč poraščal nižavja Severne in Vzhodne Evrope. Sestavlja ga mozaik drevesnih združb, predvsem hrast-lipa-gaber in bor-smreka-hrast, ki predstavlja življenjski prostor številnih ogroženih vrst rastlin in živali. Njegov simbol je zober, največja evropska kopenska žival, na območju gozda namreč živi okrog 900 osebkov, kar je skoraj tretjina vse prostoživeče populacije.
Veliko zaslug za ohranjenost ima večstoletna tradicija varstva tega območja kot lovskega rezervata različnih vladarjev. Malo manj kot polovica poljskega dela je danes zaščitena kot strogi naravni rezervat v sklopu narodnega parka Białowieża, ves beloruski del pa kot narodni park Biełavježskaja pušča. Leta 1979 je bilo območje vpisano v seznam Unescove svetovne dediščine, vsak del ločeno pa je tudi biosferni rezervat v sklopu Unescovega programa Človek in biosfera. Širše znan je predvsem poljski del, kjer je razvit tudi ekoturizem.